# لويس هيرش
لويس هيرش (بالإنجليزية: Louis Hirsch)‏ هو ملحن وعازف بيانو أمريكي، ولد في 28 نوفمبر 1887، وتوفي في 13 مايو 1924.

## وصلات خارجية
- لويس هيرش على موقع IMDb (الإنجليزية)
- لويس هيرش على موقع ميوزك برينز (الإنجليزية)
- لويس هيرش على موقع قاعدة بيانات برودواي على الإنترنت (الإنجليزية)